# SING SING SING 3
『SING SING SING 3』（シング シング シング スリー）は、ベリーグッドマンの3枚目のオリジナル・アルバム。2015年7月22日にインディーズとして発売された。[通常盤]と[限定盤]の2種類発売。品番は[通常盤]ZLCP-0253、[限定盤]ZLCP-0252。

## 概要
- タイトル「SING SING SING 3」は1stアルバムから続くナンバリングで、グループ名の由来となったベニー・グッドマンの曲「Sing, Sing, Sing」より[1]。（以降自主レーベル設立前の7までタイトル継続）
- デジタル配信シングル曲の「Happy Wedding」や「Vibes UP!!」を収録。
- 限定版はミュージックビデオが収録されたDVD付き。
- iTunesアルバム総合チャート4位、レゲエチャート1位を獲得する[2]。
- 「ライトスタンド」は第97回全国高校野球選手権の石川大会や広島大会でテーマソングとなる。
- 「Vibes UP!!」はタイアップとしてColor Me Rad2015オフィシャルテーマソングとなる。
- 「1988〜やったりますけんver.〜」は前田健太投手が広島カープ在籍時に自身の生まれ年と同じ曲名の歌「1988」をたまたま発見し気に入り、SNSで紹介したことが縁で交流が始まり、2015年の前田の登場曲として初めてベリーグッドマンがプロ野球選手の登場曲として制作した楽曲[3]。
- 「Youth Forever」「Vibes UP!!」「Get Start」「1988〜やったりますけんver.〜」はHiDEXがアコースティックギターを弾いているが、「ひとりひとり」だけRoverが弾いている。

## 収録曲
| #         | タイトル                         | 作詞             | 作曲             | 編曲      | 時間  |
| --------- | -------------------------------- | ---------------- | ---------------- | --------- | ----- |
| 1.        | 「イントロ」                     | ベリーグッドマン | ベリーグッドマン | HiDEX     | 0:27  |
| 2.        | 「ライトスタンド」               | ベリーグッドマン | ベリーグッドマン | HiDEX     | 4:05  |
| 3.        | 「Youth Forever」                | ベリーグッドマン | ベリーグッドマン | HiDEX     | 4:17  |
| 4.        | 「ひとりひとり」                 | ベリーグッドマン | ベリーグッドマン | HiDEX     | 5:26  |
| 5.        | 「Trip」                         | ベリーグッドマン | ベリーグッドマン | HiDEX     | 3:50  |
| 6.        | 「Vibes UP!!」                   | ベリーグッドマン | ベリーグッドマン | HiDEX     | 4:03  |
| 7.        | 「Happy Wedding」                | ベリーグッドマン | ベリーグッドマン | HiDEX     | 5:02  |
| 8.        | 「B.G.M」                        | ベリーグッドマン | ベリーグッドマン | HiDEX     | 3:42  |
| 9.        | 「Get Start」                    | ベリーグッドマン | ベリーグッドマン | HiDEX     | 3:39  |
| 10.       | 「1988〜やったりますけんver.〜」 | ベリーグッドマン | ベリーグッドマン | HiDEX     | 4:58  |
| 合計時間: | 合計時間:                        | 合計時間:        | 合計時間:        | 合計時間: | 39:29 |

限定版DVD
| #  | タイトル           | 作詞 | 作曲・編曲 |
| -- | ------------------ | ---- | ---------- |
| 1. | 「Vibes UP!!」     |      |            |
| 2. | 「ライトスタンド」 |      |            |
| 3. | 「Youth Forever」  |      |            |
| 4. | 「冬が終わる頃に」 |      |            |

## タイアップ
| 曲名           | タイアップ                                                                 |
| -------------- | -------------------------------------------------------------------------- |
| Vibes UP!!     | Color Me Rad2015オフィシャルテーマソング                                   |
| ライトスタンド | 第97回全国高校野球選手権石川大会 北陸朝日放送 夏の高校野球応援ソング       |
| ライトスタンド | 第97回全国高校野球選手権広島大会 広島ホームテレビ 2015広島大会テーマソング |

## プロ野球選手登場曲一覧
- ライトスタンド
  - オリックス・バファローズ - T-岡田（2016年 - 2017年、2019年）
  - 福岡ソフトバンクホークス - 川瀬晃（2016年）
  - 福岡ソフトバンクホークス - 栗原陵矢（2020年）
  - 広島東洋カープ - 鈴木誠也（2017年 - 2018年）
  - 東北楽天ゴールデンイーグルス - 八百板卓丸（2018年 - 2020年）
  - 東北楽天ゴールデンイーグルス - 寺岡寛治（2019年）
  - 東北楽天ゴールデンイーグルス - 吉野創士（2022年）
  - 横浜DeNAベイスターズ - 楠本泰史（2018年 - ）
  - 読売ジャイアンツ - 山下航汰（2019年 - ）
- 1988〜やったりますけんver.〜
  - 広島東洋カープ - 前田健太（2015年 - ）